# Ernst Anders (Schauspieler)
Ernst Anders (* 13. März 1928 in Wien; † 28. Mai 1991 ebenda) war ein österreichischer Schauspieler.

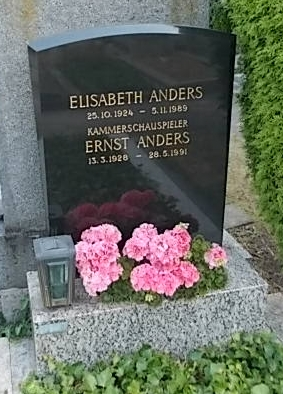
Grabstätte von Ernst Anders

## Leben
Nach einer Kaufmannsausbildung besuchte Ernst Anders von 1949 bis 1952 die Wiener Schauspielschule Krauss und erhielt im Jahr seines Abschlusses das erste Engagement am Landestheater Linz. Dort spielte er unter anderem den Leon in Franz Grillparzers Weh dem, der lügt, den Babbs in Brandon Thomas’ Charleys Tante, den Doktor Jura in Hermann Bahrs Das Konzert sowie den Wladimir in der deutschsprachigen Erstaufführung von Samuel Becketts Warten auf Godot.
Zwischen 1956 und 1958 war er Ensemblemitglied des Schauspielhauses Graz, wo er erneut den Leon und den Wladimir sowie den Dauphin in Jean Anouilhs Die Lerche, den Valentin in Ferdinand Raimunds Der Verschwender und den Zwirn in Johann Nestroys Lumpazivagabundus verkörperte.
Adolf Rott verpflichtete Anders per 1. September 1958 als „Jugendlichen Komiker“ an das Burgtheater, dem er bis zu seinem Tod fast 33 Jahre ohne Unterbrechung angehörte. Zu seinen wesentlichen Rollen an der „Burg“ zählen vor allem der Herr von Gigl (1962) und der Schnoferl (1980) in Nestroys Das Mädl aus der Vorstadt, die Titelpartie in Arthur Schnitzlers Fink und Fliederbusch (1970), Josef in Pavel Kohouts Maria kämpft mit den Engeln (1981) und Gross in Václav Havels Die Benachrichtigung (1983) sowie die Darstellung der Clowns in den Dramen William Shakespeares.
Ernst Anders wirkte zudem regelmäßig in Radio- und Fernsehproduktionen mit, etwa als Vater in der Familienserie Die Emmingers (1977) von Christine Nöstlinger und in der Krimiserie Oberinspektor Marek.
1969 wurde ihm der Titel Kammerschauspieler verliehen, 1977 das Österreichische Ehrenkreuz für Wissenschaft und Kunst I. Klasse.
Ernst Anders wurde auf dem Döblinger Friedhof (16-7) in Wien beigesetzt.